# Bettina Wirth
Bettina Wirth, geborene Greiner (auch Greniers), Pseudonym August Lienhardt, (* 7. Februar 1849 in München; † 23. März 1926 in Wien) war eine Schriftstellerin, Redakteurin und Korrespondentin sowie die Frau von Max Wirth.

## Leben
In früher Kindheit verlor sie ihren Vater, den bekannten Mechaniker und Glasbläser A. Greiner, Hersteller von Halymeter, Hypsometer, Aräometer, Alkoholmeter u. a. m. Ihre Mutter heiratete 1854 einen Italiener, die Familie zog zunächst nach England und anschließend 1864 nach Italien. In dieser Zeit eignete sich Bettina Greiner das Englische sowie das Italienische so perfekt wie ihre Muttersprache an, später kam ihr das in ihrem Beruf als Journalistin sehr zugute.
1870 heiratete sie den deutschen Journalist und Nationalökonom Max Wirth, der damals Direktor des eidgenössischen statistischen Bureaus der Schweiz in Bern war. Hier schrieb sie ihre erste Novelle Künstler und Fürstenkind, die in der Zeitschrift Die Gartenlaube unter ihrem Pseudonym August Lienhardt 1873 erschien. Nach Übersiedlung nach Breslau und Wien folgte 1877 der Roman Die Stiefgeschwister. Eine weitere Anzahl von Romanen und Novellen folgten zwischen 1872 und 1882 in Über Land und Meer, der Heimat, der Wiener Illustrierten Zeitung und anderen Zeitschriften, von denen einige später in Buchform abgedruckt und auch ins Englische und Italienische übersetzt wurden.
Anfang der 1880er Jahre widmete sie sich ausschließlich ihrem eigentlichen Beruf, dem Journalismus; hier behauptete sie sich als Frau, gleichberechtigt neben Männern vom gleichen Fach. Aus Wien berichtete Bettina Wirth neben ihrer Tätigkeit für die Neue Freie Presse und die Daily News seit Mitte der 1880er Jahre auch für den Berliner Lokal-Anzeiger und den Hamburgischen Correspondenten. Bei der Neuen Freien Presse war sie für ein ganz spezielles Ressort tätig. Sie schrieb lokale Stimmungsbilder und hat das Blatt auch schon auswärts vertreten, z. B. auf der Krim zum Tode des Zaren Alex. III. am 1. November 1894 im Liwadija-Palast. Auch für Kürschners Universal-Redakteur, seit seinem Entstehen im Juni 1896, war sie eine Mitarbeiterin.
Die Wiener Korrespondentin Bettina Wirth pflegte den Kontakt zur Presseleitung und wurde im Sommer 1903 mit einer Empfehlung an die Botschaft in Rom versehen, was bedeutete, dass sie nicht allein für das Feuilleton, neben Hofnachrichten hauptsächlich Korrespondenzen über Vorgänge in der Gesellschaft, berichtete, sondern auch über Außenpolitik. In Wien war sie dafür bekannt, dass sie ihre Feder gerne in den Dienst der Wohltätigkeit stellte, und bei mehreren Gelegenheiten hat ihr Appell an die Mildtätigkeit schöne Erfolge erzielt.
Das Ehepaar hatte einen Sohn, den österreichischen Beamten und Journalisten Josef Carl Wirth (1884–1959).

## Werke
- Bettina Wirth: Künstler und Fürstenkind, Novelle, Stuttgart, Leipzig, Hallberger 1877, (zuerst erschienen in der Zeitschrift Die Gartenlaube 1873, Heft 36–43, S. 575–578, 591–594, 607–610, 623–627, 653–657, 659–662, 675–678, 702–704).
- Bettina Wirth (August Lienhardt): Van Dyk`s Meisterstück, Erzählung (Historische Novellette), Sorglose Stunden im Kreise beliebter Erzähler – Band 1 – Seite 1, Hrsg. Friedrich Wilhelm Hackländer, 1874.
- Bettina Wirth (August Lienhardt): Auf dem Wege ins Kloster, Novelle, Neue Illustrierte Zeitung Nr. 34, 1875.
- Bettina Wirth (August Lienhardt): Eine Brautreise, Novelle, Über Land und Meer, Band 36, Ausgaben 27–52, Seite 789 ff., 1876.
- Bettina Wirth: Ein Ehrenmann, Über Land und Meer, Novelle, Band 38, Seite 870–894, 1877.
- Bettina Wirth: Die Stiefgeschwister, Roman, 1877.
- Bettina Wirth: Hohe Loose, Roman, Leipzig, Wartig, 1883.
- Bettina Wirth: Roman eines Ministers, Novelle, Über Land und Meer, Jg. 20, Bd. 40, Nr. 49 – 52, 1878.
- Bettina Wirth: Neues Leben, Novelle, Die Heimat, Hrsg. Johannes Ziegler, 5. Jahrg. 2. Bd., Nr. 48, 1880.
- Bettina Wirth: Zwei Funde aus den Trümmern Pompejis, Roman, Deutsche Romanbibliothek, 8 Jg., 1880
- Bettina Wirth: Ende gut, alles gut, Novelle, Über Land und Meer, Band 46, Ausgaben 51 bis 52, Seite 985 ff., 1881.

## Übersetzungen
- Bret Hartes neueste Novellen, 1882 bis 1883, übersetzt von Bettina Wirth. Vom Verfasser autorisierte Ausgabe 8. (III, 230S,) Leipzig, Breitkopf & Härtel.